# Aita Mare
Aita Mare es una comuna ubicada en el distrito de Covasna, Rumania.

## Superficie
Posee una superficie de 65,52 kilómetros cuadrados.

## Demografía
Hasta 2021 la población era de 1626 habitantes, con una densidad de población de 24,82 habitantes por kilómetro cuadrado.